# Communauté de communes Haute Bouriane
Die Communauté de communes Haute Bouriane ist ein ehemaliger französischer Gemeindeverband (Communauté de communes) im Département Lot und der Region Midi-Pyrénées. Er wurde am 20. Dezember 2002 gegründet.

## Mitglieder
- Anglars-Nozac
- Calès
- Fajoles
- Lamothe-Fénelon
- Loupiac
- Masclat
- Milhac
- Nadaillac-de-Rouge
- Payrac
- Reilhaguet
- Rouffilhac
- Le Vigan

## Quelle
- Le SPLAF - (Website zur Bevölkerung und Verwaltungsgrenzen in Frankreich (frz.))